# Paramun Buttress
Paramun Buttress (englisch; bulgarisch Парамунски пид Paramunski rid) ist ein 1500 m hoher, vereister und gebirgskammähnlicher Berg an der Nordenskjöld-Küste des Grahamlands auf der Antarktischen Halbinsel. An der Südostseite des Detroit-Plateaus ragt er 5,74 km westnordwestlich des Kopriva Peak, 6,92 km nordnordöstlich des Trave Peak und 27,1 km südlich des Volov Peak zwischen Nebengletschern des Edgeworth-Gletschers auf. Seine West-, Süd- und Osthänge sind steil und teilweise unvereist.
Die bulgarische Kommission für Antarktische Geographische Namen benannte ihn 2011 nach der Ortschaft Paramun im Westen Bulgariens.